# Godflesh
Godflesh é uma banda de rock industrial de Birmingham, Reino Unido. Foi pioneira em unir o caos eletrônico da Música industrial com o peso do Metal. Nos seus 12 anos de existência (1988-2002) o grupo foi imensamente influente, contando entre seus adeptos o Danzig, Faith No More, Fear Factory, Korn e Metallica (Kirk Hammett é um fã). Seu primeiro disco, Streetcleaner, foi votado pelos leitores da Kerrang! como um dos 100 melhores ábuns britânicos de todos os tempos (ficou na 79º posição).

## Integrantes

### Principais
- Justin Broadrick (1988-2002): Guitarra.
- G. Christian Green, vulgo "Benny" (1988-2001): Baixo.

### Outros Integrantes
- Paul Neville (1988-1991): Guitarra.
- Mick Harris (1991): Bateria. Já tinha tocado com Broadrick no Napalm Death e depois de sua saída da banda montou o Scorn e colaborou com Bill Laswell.
- Robert Hampson (1991-1992): Guitarra. Mais conhecido como líder do grupo britânico Loop.
- Brian "Brain" Mantia (1996): Bateria. Mais conhecido por seu trabalho no Primus.
- Paul Raven (2001): Baixo. Também já tocou no Killing Joke e no Prong.
- Ted Parsons (2001): Bateria.

## Discografia

### Álbuns de estúdio
- Streetcleaner (1989)
- Pure (1992)
- Selfless (1994)
- Songs of Love and Hate (1996)
- Us and Them (1999)
- Hymns (2001)
- A World Lit Only by Fire (2014)
- Post Self (2017)
- Purge (2023)

### EPs
- Slavestate (1991)
- Merciless (1994)
- Messiah (2000)

### Demos
- Godflesh (1988)

### Compilações
- In All Languages (2001)

### Remix
- Love and Hate in Dub (1997)